# 黒岩恒
黒岩 恒（くろいわ ひさし、1858年8月8日 - 1930年5月25日）は、日本の教育者、博物学者。沖縄の生物研究で功績を残しており、尖閣諸島の命名者としても知られている。

## 略歴
高知県高岡郡佐川町に生まれた。1892年沖縄尋常師範学校に赴任した。沖縄の動植物を研究し、『琉球教育』誌に『沖縄の博物界』を連載した。クロイワランやクロイワザサ、クロイワトカゲモドキ、クロイワゼミなどの動植物を発見し、和名は黒岩に因んで命名された。1897年に尖閣列島に渡り、『地学雑誌』に『尖閣諸島探検記』を発表した。実業家の古賀辰四郎の依頼により、魚釣島など周辺の島々を調査し、「尖閣諸島」を命名したほか、山や渓流にも名前を付けていた。1902年から名護市の国頭農学校の校長を務めた。1915年に沖縄を離れ和歌山に移った。